# Municipio de Liberty (condado de Barry)
El municipio de Liberty (en inglés: Liberty Township) es un municipio ubicado en el condado de Barry en el estado estadounidense de Misuri. En el año 2010 tenía una población de 1165 habitantes y una densidad poblacional de 9,96 personas por km².

## Geografía
El municipio de Liberty se encuentra ubicado en las coordenadas 36°41′29″N 94°1′4″O / 36.69139, -94.01778. Según la Oficina del Censo de los Estados Unidos, el municipio tiene una superficie total de 116.93 km², de la cual 116,75 km² corresponden a tierra firme y (0,15 %) 0,18 km² es agua.

## Demografía
Según el censo de 2010, había 1165 personas residiendo en el municipio de Liberty. La densidad de población era de 9,96 hab./km². De los 1165 habitantes, el municipio de Liberty estaba compuesto por el 88,67 % blancos, el 1,37 % eran afroamericanos, el 0,52 % eran amerindios, el 6,27 % eran asiáticos, el 0,77 % eran de otras razas y el 2,4 % eran de una mezcla de razas. Del total de la población el 2,66 % eran hispanos o latinos de cualquier raza.